# Eupithecia leucostaxis
Eupithecia leucostaxis es una especie de polilla de la familia Geometridae. La especie fue descrita por primera vez por Harrison Gray Dyar habiendo sido descrita en 1922, con distribución en México.